# 自然捲 (樂團)
自然捲是一個台灣樂團，由奇哥（吉他手）、Riecky（小提琴手）、陽明（鼓手）、阿立（貝斯手）組成。前主唱娃娃（魏如萱）則繼續往個人演藝生涯邁進。

## 歷程
自然捲成立於2003年，當時由娃娃（主唱）、奇哥（本名蔡坤奇，吉他手兼主唱）組成。娃娃擔任自然捲大部份的歌曲演唱，因唱片合音的工作與奇哥相識，在第二張專輯中也參與部份詞曲創作。多數詞曲創作、錄混音、製作大多由奇哥一手包辦自然捲的歌路大部份是生活輕鬆小品，以生活大小事為主軸，詞曲幾乎全部來自奇哥的創作。
同年發行了首張手工製作單曲《自然捲》（已絕版），隔年透過風和日麗唱片行獨立發行第一張專輯《C'est La Vie》，其中〈Only In My Dream〉、〈坐在巷口的那對男女〉與〈自然捲〉更分別成為隆美窗簾、歐蕾「Chocolate-shot」和森永製菓「嗨啾」軟糖的廣告音樂，不但如此更入圍新加坡金曲獎、台灣第16屆金曲獎，如此多樣的成績促使他們再接再厲發表了《C'est La Vie Vol.2 大捲包小卷》、《風和日麗》。
2006年時，由於主唱娃娃的喉嚨受傷，就在發行第二張專輯不久後，便去香港休息，期間常返回臺灣唱廣告歌維持生活。娃娃因喉嚨受傷退出樂團令不少樂迷感到相當可惜。而娃娃也在正式回台後發行了第一張個人專輯；雖然娃娃的單飛對自然捲樂團造成了不小的影響，不過另一名成員奇哥並沒有因此而停下創作的腳步，他將過去舊有的創作，特別一次收集起來，在眾人幫忙下，於同年完成這張專輯《C'est La Vie 2.5 資源回收》，也消弭大眾對於自然捲要解散的傳言。
之後，奇哥積極的投入電影、廣告、動畫等主題音樂發展，在風格上也依然保持著之前自然捲樂團所帶給大家的感覺，而他也把巡迴演唱時所看見的事物寫成歌曲，並於2007年發行第三張單曲《掀開後車廂》，名稱的由來是因為其每次演唱都必須要先開後車廂拿出樂器，因此他有了這樣的概念完成了單曲。
同年，奇哥發掘了三位新團員－Riecky（小提琴手）、陽明（鼓手）、阿立（貝斯手），由於他們的加入，為自然捲樂團帶來新的花火和新的動力。並於2008年發行第四張專輯《No.4 破捲而出》，這張專輯因為少了娃娃，靠著Riecky活潑的小提琴彈奏與陽明的爵士鼓與電子元素的加入，讓整個自然捲樂團產生不一樣的氛圍。
往後，自然捲樂團將不再受限於兩人或樂團的形式，而會朝向更多樣化的樣貌發展並自許能有更多有趣而富有創意的作品出現。

### 團名由來
乐团成立之初的两位成员，娃娃和奇哥的髮质都是自然捲。

## 樂團沿革
- 2003年
  - 08月　　　發行首張單曲《自然捲》（已絕版），收錄三首歌與專輯不同版本

- 2004年
  - 4月29日　發行首張專輯《C'est La Vie》（用DIY方式，以一台二手電腦，一張聲音卡完成了專輯）
  - 9月10日　專輯《C'est La Vie》入圍新加坡金曲獎最佳組合及最佳新人
  - 年底　　　為南亞海嘯發行手工義賣單曲『地球嚇了一跳』，並將所得全數捐給中華民國紅十字總會。

- 2005年
  - 01月　　　發行第二張單曲《風和日麗》
  - 4月12日　專輯《C'est La Vie》獲選中華音樂人交流協會2004年十大專輯[1]
  - 5月28日　以專輯《C'est La Vie》入圍台灣第16屆金曲獎最佳專輯、最佳樂團、最佳編曲獎項[2]
  - 12月24日　發行第二張專輯《C'est La Vie Vol.2 大捲包小卷》

- 2006年
  - 2月17日　自然捲獲頒2005 KKBOX線上音樂風雲榜之KKBox獨立創作精神獎
  - 5月3日　專輯《C'est La Vie Vol.2 大捲包小卷》和單曲《風和日麗》分別獲選中華音樂人交流協會2005年十大專輯與單曲[1]
  - 6月10日　以專輯《C'est La Vie Vol.2 大捲包小卷》入圍台灣第17屆金曲獎最佳樂團獎項[2]
  - 年底　　　主唱娃娃因喉嚨受傷，並想長居香港發展，便退出樂團
  - 12月7日　奇哥以個人之力發表第三張專輯《C'est La Vie 2.5 資源回收》，並將專輯所得每張捐出50元予中華民國紅十字台灣總會

- 2007年
  - 5月22日　奇哥一個人，一把吉他，環島似的到全台灣各地的小書局、咖啡廳、Live House等場所表演，之後將一路所見所聞所感寫出了，製作成第三張單曲《掀開後車廂》
  - 奇哥發掘了兩位新團員－Riecky（小提琴手）、陽明（鼓手）

- 2008年
  - 7月14日　發行第四張專輯《No.4 破捲而出》
  - 阿立的加入（貝斯手）

- 2010年
  - 5月15日　發行首張EP《我的BASS之路》

## 樂團成員

### 現任成員
- 奇哥（主唱．吉他手）
- Riecky（主唱．小提琴手）
- 阳明（鼓　手）
- 阿立（貝斯手）

### 過往成員
- 娃娃（主唱）

## 音樂作品
單曲
1. 自然捲 (單曲)（2003年8月）
2. 風和日麗 (單曲)（2005年1月）
3. 掀開後車廂（2007年5月22日）
4. 我的BASS之路（2010年5月15日）

專輯
1. C'est La Vie（2004年4月29日）
2. C'est La Vie Vol.2 大捲包小卷（2005年12月24日）
3. C'est La Vie 2.5 資源回收（2006年12月7日）
4. No.4 破捲而出（2008年7月14日）

1. 獨立女皇（2004年2月20日）
  - 收錄曲：Only In A Dream、自然捲
2. FC5 - 118（2005年6月27日）
  - 收錄曲：地球嚇一跳
3. Simple Life（2006年12月1日）
  - 收錄曲：C'est La Vie
4. 草地音樂同學會（2007年6月1日）（默契音樂）
  - 收錄曲：磨菇之歌
5. 卡夫卡不插電 vol.1（2007年8月14日）
  - 收錄曲：30歲以後、你們住在哪裡呢…
6. DA PARTY（2008年12月12日）
  - 收錄曲：健身房男孩
7. 風和日麗連連看（2010年2月1日）
  - 收錄曲：風和日麗 天氣晴

## 獲獎紀錄
- 2004年
  - 9月10日
    - 專輯《C'est La Vie》入圍新加坡金曲獎最佳組合及最佳新人
- 2005年
  - 4月12日
    - 專輯《C'est La Vie》獲選中華音樂人交流協會2004年十大專輯
    - 單曲《自然捲》獲選中華音樂人交流協會2004年十大單曲

  - 5月28日　
    - 專輯《C'est La Vie》入圍台灣第16屆金曲獎最佳專輯、最佳樂團、最佳編曲獎項
- 2006年
  - 2月17日
    - 獲頒2005 KKBOX線上音樂風雲榜之KKBox獨立創作精神獎

  - 5月3日
    - 專輯《C'est La Vie Vol.2 大捲包小卷》獲選中華音樂人交流協會2005年十大專輯
    - 單曲《修鞋的阿伯》獲選中華音樂人交流協會2005年十大單曲
    - 單曲《風和日麗》獲選中華音樂人交流協會2005年十大單曲

  - 6月10日
    - 專輯《C'est La Vie Vol.2 大捲包小卷》入圍台灣第17屆金曲獎最佳樂團獎項
- 2009年
  - 5月15日
    - 專輯《破捲而出》入圍台灣第20屆金曲獎最佳樂團獎項

## 外部連結
- 給氣人 （页面存档备份，存于）
- 奇哥成人指料部Blog （页面存档备份，存于）
- 搖滾商人 小提琴手Riecky Blog （页面存档备份，存于）
- 大衛鼓手的走馬燈 鼓手陽明 Blog （页面存档备份，存于）